# The Cancelled Earth
The Cancelled Earth è il decimo album del compositore svedese Pär Boström, e l'unico prodotto sotto il nome di Cities Last Broadcast. È stato pubblicato nel 2009.

## Tracce
Tutte le tracce sono composte da Pär Boström.
1. Cornerstone – 05:55
2. Antenna – 06:40
3. Bascule Bridge – 05:53
4. Railroom – 05:43
5. Deadpost – 03:48
6. Cella – 09:55
7. Architecton – 09:47

## Formazione
- Pär Boström – tastiere, programmazione